# Prnjarovac
Prnjarovac is een plaats in de gemeente Čazma in de Kroatische provincie Bjelovar-Bilogora. De plaats telt 122 inwoners (2001).